# Ш-20
Ш-20, иногда отмечаемая как ША-20 — опытная малокалиберная авиационная пушка, разработанная во время Великой Отечественной войны коллективом ОКБ-15 под руководством Шпитального. Неоднократно предлагалась к принятию на вооружение, и была рекомендована к серийному производству, но по ряду причин так и осталась опытной.

## История разработки
Ш-20 была разработана в 1942—1943 году в ОКБ-15 для замены пушки ШВАК-20. Несмотря на меньший темп стрельбы — 659 выстрелов в минуту против 700—1000, пушка была довольно лёгкой, и превосходила в весе аналогичные проекты, проектировавшиеся параллельно — Б-20 конструкции Березина и В-20 конструкции Владимирова (несмотря на послевоенные свидетельства Нудельмана, Ш-20 рекомендовалась к вооружению). Ш-20 использовалась в проектах на базе штурмовика Ил-2 — тяжелом истребителе Ил-1, штурмовиках Ил-6 и Ил-10. Пушка успешно прошла турельные, моторные и наземные испытания, а также предлагалась для крыльевых установок. Шпитального обязали устранить недостатки пушки и повысить темп стрельбы, при этом условии пушка принималась на вооружение.
Тем не менее, доводка и постановка в серию пушки столкнулись с определёнными трудностями. Как результат, при развертывании серийного производства Ил-10 Ш-20 в установке ВУ-7 была заменена на пулемет УБТ в установке ВУ-8. Вдобавок, за это время Б-20 была доведена, и принята на вооружение. После этого все работы по Ш-20 были прекращены. На её базе (заменой ствола) впоследствии была создана Ш-23, до начала 1950х предлагаемая к установке на различные образцы авиатехники, в том числе Ту-4 и опытный бомбардировщик «150».

## Достоинства и недостатки
К достоинствам пушки относили: усилие перезарядки в два раза меньше, чем Б-20; усилие тяги ленты почти в 2 раза больше (50 патронов вместо 30 патронов); двустороннее патронное питание; возможность отвода гильз в три стороны; высокий ресурс ствола (6000 выстрелов); штатный патрон без обжима гильзы.
К недостаткам относили: расположение цапф на 33 мм ниже оси ствола, что увеличило рассеивание; сила вертикальной силы отдачи порядка 600 кг.

## Конструкция
Общая длина системы — 1612 мм. Ствол — неподвижный, питание ленточное, двустороннее. Шептало — переднее. Использовала снаряд калибра 20×99 мм.

## Варианты
- Ш-20 — базовый вариант, мелкокалиберная авиационная пушка под патрон ШВАК.
  - Ш-20М — облегченный вариант.[1]
- Ш-23 — пушка калибра 23 мм.